# Municipio Llallagua
Das Municipio Llallagua ist ein Verwaltungsbezirk im Departamento Potosí im Hochland des südamerikanischen Anden-Staates Bolivien.

## Lage im Nahraum
Das Municipio Llallagua ist eins von vier Municipios in der Provinz Rafael Bustillo und grenzt im Süden an das Municipio Uncía und im Osten an das Municipio Chayanta. Größte Ortschaft des Municipios ist die Stadt Llallagua mit 25.166 Einwohnern am südlichen Rand des Municipios, weitere städtische Siedlungen sind Siglo XX (Ort) mit 5.834 Einwohnern und Catavi mit 3.834 Einwohnern.(Volkszählung 2012)

## Geographie
Llallagua liegt am Übergang des Hochlandes von Oruro in das Gebirge von Potosí. Die Stadt ist im Norden und Westen von Hochgebirgszügen der Cordillera Central begrenzt. Die Vegetation ist die der Puna, das Klima ein typisches Tageszeitenklima, bei dem die täglichen Temperaturschwankungen größer sind als die monatlichen Schwankungen.
Die mittlere Jahresdurchschnittstemperatur liegt bei 9 °C, die Monatsdurchschnittswerte schwanken zwischen knapp 5 °C im Juni/Juli und 11 °C von November bis März (siehe Klimadiagramm Uncía). Der Jahresniederschlag beträgt 370 mm und fällt vor allem in den Sommermonaten, die aride Zeit mit Monatswerten von maximal 10 mm dauert von April bis Oktober.

## Bevölkerung
Die Einwohnerzahl hat sich zwischen 1992 und 2024 nur unwesentlich verändert:
| Jahr | Einwohner | Quelle       |
| ---- | --------- | ------------ |
| 1992 | 39.890    | Volkszählung |
| 2001 | 36.909    | Volkszählung |
| 2012 | 40.865    | Volkszählung |
| 2024 | 41.571    | Volkszählung |

Die Bevölkerungsdichte bei der Volkszählung 2024 betrug 79,2 Einwohnern/km². Die Lebenserwartung der Neugeborenen liegt bei 58 Jahren, der Anteil der städtischen Bevölkerung beträgt 80 Prozent. (2001) Der Alphabetisierungsgrad bei den über 19-Jährigen beträgt 83 Prozent, und zwar 91 Prozent bei Männern und 71 Prozent bei Frauen. (2001)

## Politik
Ergebnis der Regionalwahlen (concejales del municipio) vom 4. April 2010:
| Wahl- berechtigte |  | Wahl- beteiligung | gültige Stimmen |  | MSM    | MAS-IPSP | AS     | A.C.U. |
| ----------------- |  | ----------------- | --------------- |  | ------ | -------- | ------ | ------ |
| 21.387            |  | 17.689            | 11.707          |  | 5.032  | 4.766    | 1.673  | 236    |
|                   |  | 82,7 %            | 66,2 %          |  | 43,0 % | 40,7 %   | 14,3 % | 2,0 %  |

Ergebnis der Regionalwahlen (elecciones de autoridades políticas) vom 7. März 2021:
| Wahl- berechtigte |  | Wahl- beteiligung | gültige Stimmen |  | MAS-IPSP | AS      | PAN-BOL | M.O.P. |
| ----------------- |  | ----------------- | --------------- |  | -------- | ------- | ------- | ------ |
| 27.637            |  | 23.740            | 19.149          |  | 8.414    | 5.049   | 2.643   | 737    |
|                   |  | 85,90 %           | 80,66 %         |  | 43,94 %  | 26,37 % | 13,80 % | 3,85 % |

## Gliederung
Das Municipio Llallagua unterteilt sich in die folgenden beiden Kantone (cantones):
- 05-0203-01 Kanton Llallagua – 69 Ortschaften – 40.077 Einwohner (2012)
- 05-0203-02 Kanton Jachojo – 13 Ortschaften – 788 Einwohner

## Ortschaften im Municipio Llallagua
- Kanton Llallagua
  - Llallagua 25.166 Einw. – Siglo XX 5834 Einw. – Catavi 3834 Einw. – Jachojo 288 Einw.

- Kanton Jachojo
  - Circuyo 138 Einw.

## Im Municipio Llallagua geboren
- Domitila Barrios (1937–2012), bolivianische Menschenrechtlerin